# Горно Лакочерей
Горно Лакочерей (на македонска литературна норма: Горно Лакочереј) е село в община Охрид на Северна Македония.

## География
Селото е разположено на 9 километра северно от Охрид на Коселската река.

## История
Край селото е Лакочерейският манастир „Свети Спас“, чиято църква е от XIX век.
В „Етнография на вилаетите Адрианопол, Монастир и Салоника“, издадена в Константинопол в 1878 година и отразяваща статистиката на населението от 1873 година Горни Локоцарей (Lokotzaréi-gorni) е посочено като село с 25 домакинства с 80 жители българи.
Според статистиката на Васил Кънчов („Македония. Етнография и статистика“) от 1900 година селото е населявано от 130 жители, всички българи християни.
На Етнографската карта на Битолския вилает на Картографския институт в София от 1901 година Горно Лакочерей е чисто българско село в Охридската каза на Битолския санджак с 15 къщи.
В началото на XX век цялото население на Горно Лакочерей е под върховенството на Българската екзархия. По данни на секретаря на екзархията Димитър Мишев („La Macédoine et sa Population Chrétienne“) в 1905 година в Горно Локочерай има 120 българи екзархисти.
При избухването на Балканската война в 1912 година 4 души от Горно и Долно Лакочерей са доброволци в Македоно-одринското опълчение.
В 1963 година е изградена църквата „Свети Атанасий“. Църквата „Свети Никола – Талалей“ е изградена на темелите на църква от XIX век и е осветена на 4 юни 1995 година от митрополит Тимотей Дебърско-Кичевски.
Според преброяването от 2002 година селото има 515 жители.
| Националност     | Всичко |
| северномакедонци | 514    |
| албанци          | 1      |
| турци            | 0      |
| роми             | 0      |
| власи            | 0      |
| сърби            | 0      |
| бошняци          | 0      |
| други            | 0      |